# Канарче
Канарчето (Serinus canaria) е вид пойна птица разпространена на Канарските, Азорските острови и о. Мадейра. Пренесена е в Европа в края на 15 век, най-популярната кафезна пойна птичка. В Европа, Северозападна Африка и Азия живее породата диво канарче – с петнистозеленикава перушина на гърба и жълтеникава на гърдите. Класифицирана е от Линей през 1758 г., а първото тяхно точно описание на поведението е направено от Боле по време на едно свое пътешествие през 1858 г., но още през втората половина на ХV век, те са обект на вниманието на човека.
Птицата е символ на Канарските острови, заедно с палмата Phoenix canariensis.

## Описание
Канарчето може да варира от 10 до 12 cm на дължина и да има размах на крилата от 21 до 23,7 cm, както и тегло от 8,4 до 24,3 g (средно около 15 g). Мъжките имат основно жълто-зелена глава с по-жълто чело и лице. Долната част на корема и подопашието са белезникави, като отстрани имат тъмни черти. Горните части са сиво-зелени с тъмни черти, а задните части са мътно жълти. Женските са подобни на мъжките, но с по-сиви глави и гърди. Малките птички са кафеникави с тъмни черти.
Счита се за около 10% по-голямо и по-малко ярко от дивото канарче.

## Галерия
- Диво канарче
- Спящо домашно канарче
- Домашно канарче в летеж.
- Канарче на клечка